# Чемпионат Афганистана по футболу 2020
Афганская Премьер-лига 2020 (англ. Afghan Premier League 2020) — 9-й по счёту розыгрыш афганской Премьер-лиги (чемпионата Афганистана) по футболу. Проводился с 24 сентября по 16 октября 2020 года. Участвовали восемь футбольных клубов, представляющие восемь городов и регионов Афганистана.
Все матчи из соображений безопасности проводились на стадионе Федерации футбола Афганистана, расположенном в столице страны Кабуле. В этом сезоне все матчи чемпионата прошли с ограниченным числом зрителей ввиду ограничений связанных с распространением COVID-19. Матчи чемпионата транслировались в прямом эфире по национальному телевидению.
По итогам турнира, победителем в пятый раз в своей истории стал столичный «Шахин Асмайе». Второе место досталось клубу «Симург Альборз». Матч за 3-е место не проводился.
Лучшими бомбардирами чемпионата стали Джавид Мирзад и Мустафа Резаи, выступавшие за «Окабан Хиндукуш» и «Симург Альборз» соответственно. Фардин Хакими, выступавший за «Шахин Асмайе», был признан лучшим вратарём.